# پرواز ایرفلوت ۶۵۰۲
پروازایرفلوت ۶۵۰۲ پروازی داخلی در اتحاد جماهیر شوروی بود که از سوردلوسک (در حال حاضر یکاترینبورگ) به مقصد گروزنی که در تاریخ ۲۰ اکتبر سال ۱۹۸۶ به علت سهل انگاری خلبان سقوط کرد. هفتاد نفر از نود و چهار مسافر و خدمه کشته شدند.

## خدمه پرواز
خدمه هواپیمای Tu-134A با شماره سریال ۶۲۳۲۷ تولید شده در ۲۸ ژوئن سال ۱۹۷۹ شامل خلبان الکساندر کولی اف، کمک خلبان گنادی ژیرنو، افسر ترابری ایوان موخونکو، مهندس پرواز کیوری خامزاتف و سه خدمه پرواز بودند.

## سانحه
در حالی که نزدیک فرودگاه کوروموچ بودند، خلبان با کمک خود شرط‌بندی کرد که قادر به فرود بدون دیدن بیرون و با پنجره‌های پوشیده کابین می‌باشد. خلبان اخطار نزدیک شدن به زمین را در ارتفاع ۶۲–۶۵ متری زمین نادیده گرفت و به دستورالعمل ارتفاع گرفتن مجدد عمل نکرد. هواپیما با سرعت ۲۸۰ کیلومتر بر ساعت فرود آمد و نهایتاً در حالت واژگون متوقف گردید. شصت و سه نفر در دم جان باختند و هفت نفر دیگر در بیمارستان فوت کردند. در میان مسافران چهارده کودک وجود داشت که همگی جان سالم به در بردند.
اگرچه کمک خلبان تلاشی برای جلوگیری از سانحه نکرد ولی پس از حادثه سعی کرد به آسیب دیدگان کمک کند. وی در راه انتقال به بیمارستان در اثر سکته قلبی درگذشت.
خلبان محاکمه و به پانزده سال حبس محکوم شد که بعداً به شش سال کاهش یافت.